# Иоасаф (Медведев)
Иеромонах Иоасаф (в миру Иоанн Медведев (?); 1680—1765) — строитель Площанской Богородицкой Казанской пустыни Орловской епархии Русской православной церкви.

## Биография
Родился в Кашире в 1680 году, в дворянской семье.
После смерти отца, который служил в Москве у князя Н. С. Урусова, он занимался воспитанием младшего брата и около 1700 года по обету решил принять монашество. В 1717 году в Одрином монастыре был пострижен в рясофор, в 1721 году в Белобережской пустыни — в мантию с именем Иоасаф. В 1721 году по благословению строителя Белобережской обители Серапиона Иоасаф возглавил этот монастырь, но уже в 1723 году, сославшись на плохое здоровье, уволился на покой. Стремясь к большему уединению, удалился в Брянские леса. Однако, узнавший о его строгой подвижнической жизни строитель Площанской и Борщёвской пустынь иеромонах Тихон (Игнатьев) уговорил его перейти в Борщёвскую обитель. В 1729 году Иоасаф стал помощником настоятеля в управлении обоими монастырями. В 1730 году митрополитом Самтаврийским и Горийским Христофором Иоасаф был рукоположен во иерея.

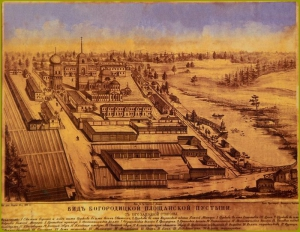
Площанская пустынь

В мае 1742 году отец Иоасаф был назначен строителем Площанской Богородицкой Казанской пустыни; в монастыре он построил две церкви, пополнил ризницу и библиотеку.
Любовь к уединению заставила его отказаться от должности и в 1746 году Иоанн Медведев снова удалился из монастыря: сначала в Белобережскую пустынь, затем в урочище Кривой Лес, где построил себе келью. По указу Синода «О расстрижении монахов строжайший», который запрещал «скитающимся в лесах монахам кельи строить и во оных жительство иметь», в мае 1765 года по повелению Севской духовной консистории подканцеляристом Василием Алексеевым иеромонах Иоасаф был арестован, обвинен в незаконном проживании в лесу и препровожден для разбирательства в Севск. Однако после беседы с епископом Севским и Брянским Тихоном (Якубовским) он был оставлен в Площанской пустыне, где и умер 15 (26) мая 1765 года.

## Комментарии
1. ↑  Согласно «Русскому биографическому словарю»: «род. в Кашире около 1692 г., умер в 1766 г.».